# Sibylla von Marsal
Sibylla von Marsal war eine Person, die in Richer von Senones Chronik Gesta Senoniensis Ecclesiae aufgeführt ist.

## Leben
Sibylla von Marsal war eine Frau, die im 13. Jahrhundert, ca. 1240, in Marsal in der Diözese Metz lebte. Sie gehörte den Beginen an und zeichnete sich durch ihre Frömmigkeit aus. Sie war morgens die Erste und abends die Letzte beim Gottesdienst. Die Oberin, die von Sibyllas religiöser Hingabe begeistert war, stellte ihr einen privaten Raum zur Verfügung. Dort empfing sie Engel, deren lieblicher Geruch den Raum erfüllte. Sie lag oft tagelang im Bett, während ihr Geist im Himmel weilte. Wenn sie aufwachte, schrie sie laut und weckte das Haus.

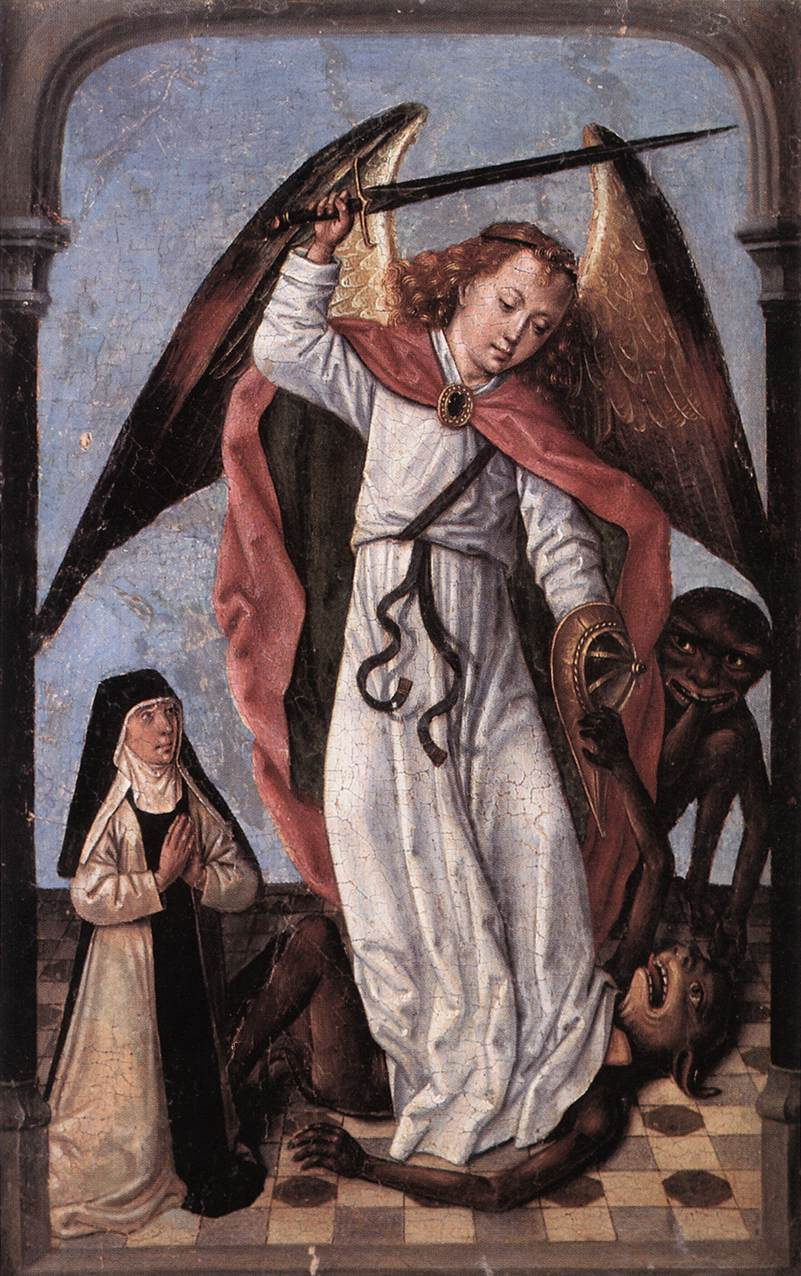
Die Legende der heiligen Ursula: Der Erzengel Michael kämpft mit dem Dämon

Sie aß tagelang nichts, sie sei durch himmlische Festmähler ernährt. Sie wurde von einem Dämon gequält, der ihre tiefe Frömmigkeit als Bedrohung ansah. Als ihr Ruf als heilige Frau zunahm, kamen dominikanische und franziskanische Mönche, um sie zu prüfen. Sie erkannten keinen Betrug, viele Menschen kamen, um die „Heilige“ zu sehen, darunter Grafen, Ritter und Kleriker. Der Bischof von Metz, Jakob von Lothringen (reg. 1239–1260), kam persönlich, um ihren Fall zu untersuchen. Er war skeptisch und sperrte sie in einem Zimmer ein, um sie besser beobachten zu können. In dieser Zeit waren ihre Erscheinungen besonders lebhaft und Sibylle litt darunter. Man ließ sie wieder in ihr Heim zurückkehren. Nach dem Tod eines besonders unbeliebten Dorfbewohners hatte sie schwere Anfälle, bei denen sie sogar verletzt wurde. Ihr Ruhm nahm zu. Während eines ihrer Anfälle stritten zwei Stimmen in ihrem Zimmer, ein Dämon und ein Engel. Zufällig war ein Dominikaner-Mönch im Nebenraum, er spähte durch einen kleinen Spalt und sah, dass Sibylle selbst die beiden Stimmen nachahmte. Ihr Zimmer wurde durchsucht und man fand versteckte Vorräte an Lebensmitteln und „himmlische“ Geruchsstoffe. Außerdem fand man das Kostüm eines „Geistes“, der nachts die Anwohner von Marsal erschreckte. Ihre Nachbarn waren empört und forderten ihren Tod. Der Bischof verurteilte sie zu strenger Kerkerhaft, in der sie bald danach starb.

## Historiografie
Die Geschichte von Sibylla von Marsal ist Teil einer Reihe von Erzählungen über religiöse weibliche Laien im 13. und 14. Jahrhundert, die sich mit göttlicher und dämonischer Besessenheit im Mittelalter befassen. Die neue Verbreitung apokalyptischer Gedanken nährte Ängste vor Dämonen und falschen Propheten. Insbesondere weibliche Spiritualität wurde misstrauisch betrachtet. Methoden zur Betrugsaufdeckung durch Kirchenvertreter waren noch nicht weit entwickelt wie später in der Inquisition.

## Kontext
Die Geschichte von Sibylle von Marsal steht im vierten Buch von Richers Chronik, entstanden in den 1250er Jahren. Die Chronik insgesamt umfasst den Zeitraum bis 1264, drei Jahre vor Richers Tod. Das vierte Buch beginnt mit dem Vierten Laterankonzil 1215. Mehrere der folgenden Kapitel befassen sich mit Kaiser Friedrich II. und dessen wiederkehrenden Auseinandersetzungen mit dem Papst, darunter Episoden, in denen der Kaiser Ländereien des Papstes „an sich riss“, wofür Papst Innozenz IV. ihn „anklagte und verurteilte“. Richer schließt mit „dem elenden Tod des ehemaligen Kaisers Friedrich“. Von seinen Gegnern wurde Friedrich als der Antichrist betrachtet. Richer betrachtet Sibylla als Vorläuferin von Friedrich.
Hinweis: Richer ist die einzige Quelle zu Sibylla von Marsal. Seine Chronik beruht auf Dokumenten und mündlicher Überlieferung, es ist bekannt, dass er manchmal Tatsachen so darstellte, dass sie seiner Überzeugung entsprachen.